# 非再吸入型面罩

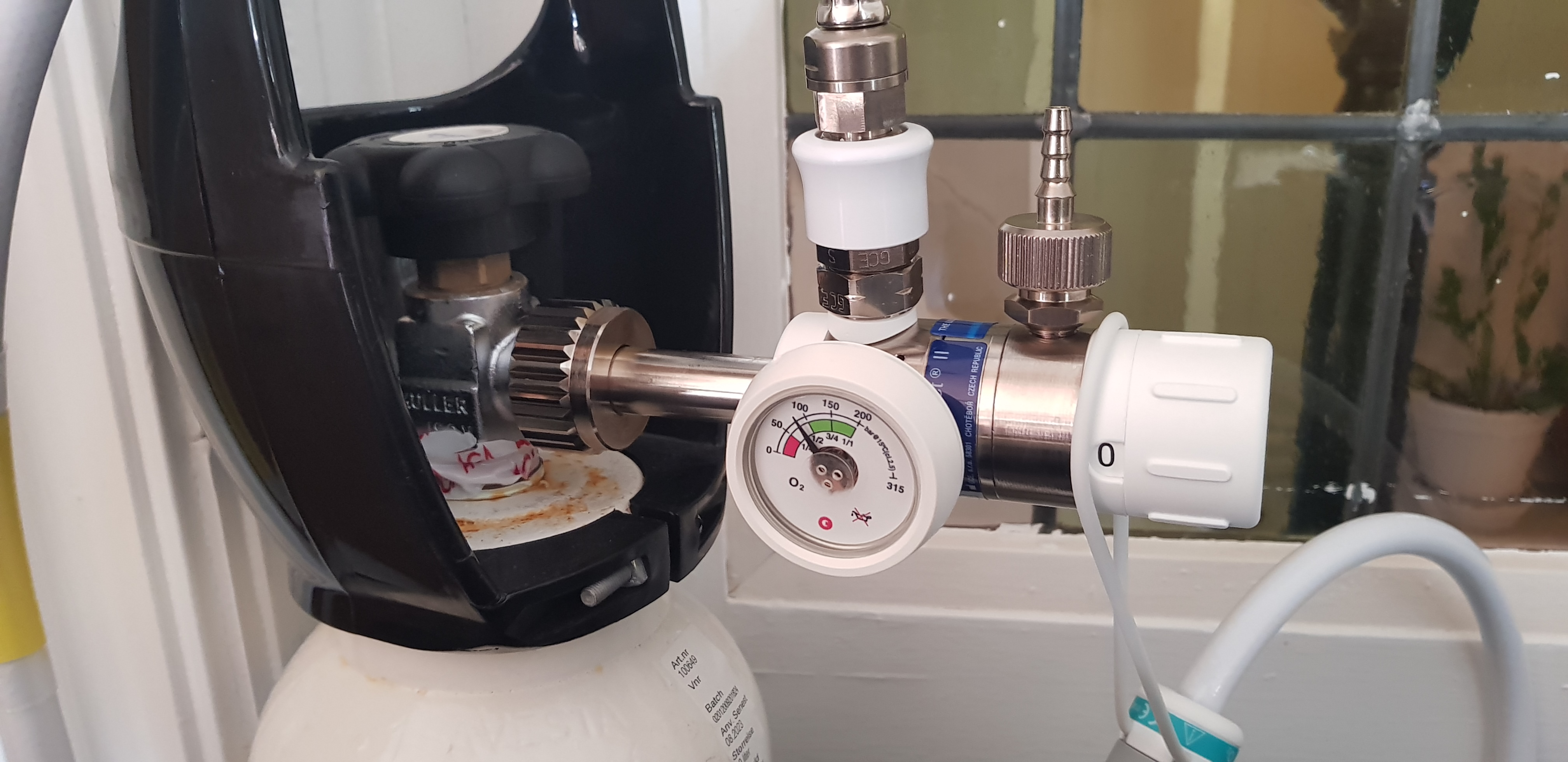
開啟氧氣瓶。

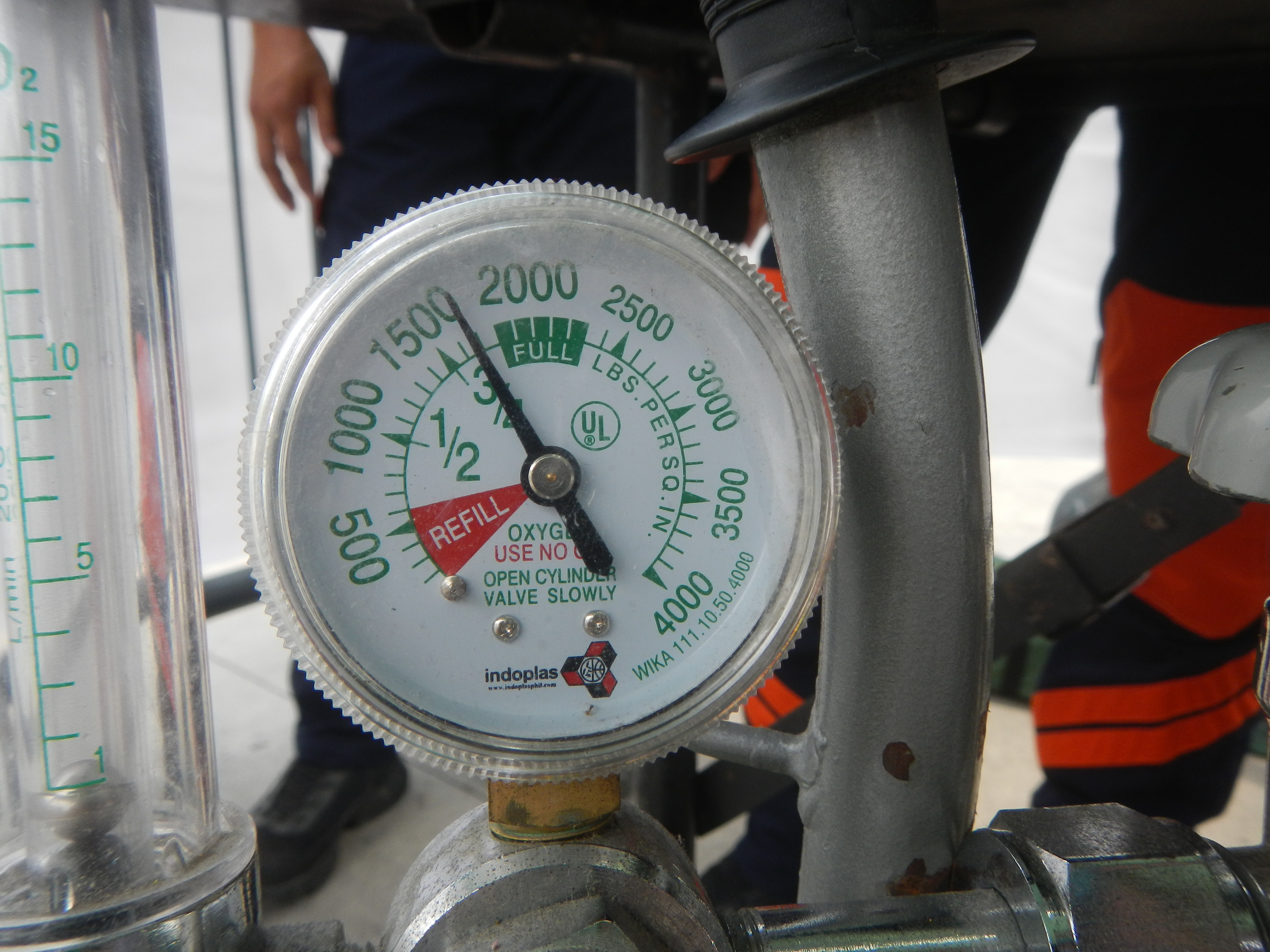
確認壓力足夠

非再吸入型面罩又稱非再呼吸型面罩、无重复呼吸面罩，是医学上用于协助提供氧疗的设备，屬於高濃度給氧耗材，10~15公升/分時，可給予近100%氧气 ，因為氧氣供應並沒有與室內及患者呼出之空气混合，加上儲氣袋設計，所以高濃度氧氣可直接供給患者。但患者若無自主呼吸時則無效。

## 適應症
非呼吸入型面罩適用於身體創傷、意識不清、呼吸空氣下周邊血氧饱和度（SpO2）小於90%或呼吸速率（RR）大於30次/分卻血氧仍低、使用簡單面罩後無法改善呼吸問題、慢性氣道受限、休克、叢集性頭痛、發紺、煙霧吸入、呼吸困难、一氧化碳中毒，或任何其他需要高濃度氧氣但不需要呼吸輔助的患者（因需具有效自主呼吸）。無法自行呼吸的患者需要有創或無創機械通氣（如：袋瓣罩甦醒球、气管插管、聲門上呼吸道）。

## 使用步驟
步驟一:打開氧氣瓶、步驟二:檢查壓力是否足夠、步驟三:接上氧氣導管、步驟四:流速調至10~15LPM 、步驟五:等待儲氣袋彭長、步驟六:戴上面罩，並拉緊鬆緊帶。